# Гастоне Ненчини
Гастоне Ненчини (итал. Gastone Nencini; 1. март 1930 — 1. фебруар 1980) је бивши италијански професионални бициклиста у периоду од 1953. до 1965. године. Ненчини је највећи успех у каријери остварио 1960. године, када је освојио Тур де Франс. 1957. године, Ненчини је освојио Ђиро ди Италија и брдску класификацију на Тур де Франсу.

## Каријера
Ненчини је почео каријеру 1952. и победио је на трци за возаче до 23 године у Пескари. 1953. остварио је три победе, а на светском првенству за аматере, освојио је друго место. 1954. остварио је две победе и возио је први пут Ђиро д’Италију, где је завршио на 16 месту у генералном пласману.
1955. победио је на три етапе на Ђиру и освојио је треће место, уз брдску класификацију. На Вуелта а Еспањи, завршио је на 18 месту у генералном пласману. На крају сезоне, освојио је треће место на трци у Швајцарској. 1956. морао је да се повуче са Ђира, а прву победу у сезони остварио је на свом првом учешћу на Тур де Франсу, где је победио на 22 етапи и завршио је на 22 месту у генералном пласману. До краја сезоне, победио је још у Варезеу.
1957. освојио је трку у Ређо Калабрији, а након тога је освојио и Ђиро д’Италију, што му је био највећи успех у дотадашњој каријери. Након Ђира, одлучио је да проба да освоји и Тур, али је завршио тек на шестом месту, уз освојену брдску класификацију. На Вуелта а Еспањи је завршио на деветом месту у генералном пласману. Вуелту је возио само још наредне године, али је одустао на деветој етапи. 1958. је завршио Ђиро на петом месту, уз освојене две етапе. До краја сезоне, освојио је једну етапу на Тур де Франсу и трку у Локерену.
1959. остварио је само једну победу, освојио је етапу на Ђиру, где је завршио на десетом месту у генералном пласману. 1960. освојио је по етапу у Ници и Фиренци и две на Ђиро д’Италији, где је освојио друго место у генералном пласману. Након Ђира, Ненчини је освојио Тур де Франс, што му је била круна каријере. На Туру је учествовавао још 1962. али је одустао током етапе 14.
У наставку каријере није забележио ниједну победу, а возио је Ђиро д'Италију 1962. и завршио је на 13 месту у генералном пласману. 1964. освојио је друго место на Туру Романдије, што му је био задњи добри резултат у каријери, коју је завршио 1965. године.